# Harengula thrissina
Harengula thrissina är en fiskart som först beskrevs av Jordan och Gilbert 1882.  Harengula thrissina ingår i släktet Harengula och familjen sillfiskar. IUCN kategoriserar arten globalt som livskraftig. Inga underarter finns listade i Catalogue of Life.